# 猫の細道
猫の細道（ねこのほそみち）は、広島県尾道市東土堂町に位置する細い路地。

## 概要
艮神社の東側から天寧寺三重塔にかけて続く約200 mの細い路地を指す。1998年から、絵師であり芸術家の園山春二が生み出した「福石猫」をこの路地に置き始めたことがきっかけで、「猫の細道」の愛称で呼ばれるようになった。
近隣にはカフェや美術館などがあり、尾道市の歴史ある風情を楽しみながら散策することができる。
また、野良猫が多く住み着いており、猫のアートも楽しめることから、猫好きの間で人気のスポットとなっている。

## 所在地
- 722-0033 広島県尾道市東土堂町19-26

## アクセス
- JR「尾道駅」から徒歩約15分
- 千光寺山ロープウェイ「山麓駅」から徒歩1分